# Ludwig-Wolker-Plakette
Mit der Ludwig-Wolker-Plakette zeichnete der Deutsche Sportbund (DSB) von 1980 bis 2006 alle zwei Jahre eine Persönlichkeit aus, die sich in hervorragender Weise für das Ethos und die Menschenwürde im Sport eingesetzt hat.
Zugleich sollte damit an Ludwig Wolker, einen bedeutenden Repräsentanten der konfessionellen Sportbewegung, erinnert werden, der auch Gründungsmitglied des Deutschen Sportbundes war. Erster Preisträger war 1980 der als Olympiapfarrer bekannt gewordene Pfarrer Karl Zeiß. 2006 wurde Bischof Wolfgang Huber ausgezeichnet und war damit letzter Preisträger.
Seit 2010 vergibt der Deutsche Olympische Sportbund den DOSB-Ethikpreis, der eigener Aussage nach „in Kontinuität zur Ludwig-Wolker-Plakette verliehen“ wird, nachdem auf der 13. Sitzung des DOSB-Vorstands 2007 die künftig vom DOSB zu vergebenden Preise beschlossen wurden, in den denen dem DOSB zufolge „die bisherigen Preise von DSB und NOK aufgehen“ sollten.

## Preisträger
- 1980: Karl Zeiß, evangelischer Pfarrer (Verleihung bei der Festakademie des DSB am 5. Dezember 1980 in Berlin)
- 1982: Rudolf Hagelstange, Schriftsteller (Verleihung beim Bundestag des DSB am 21. Mai 1982 in Düsseldorf)
- 1984: Aharon Doron, Präsident des Diaspora-Museums in Jerusalem (Übergabe durch Präsident Willi Weyer anlässlich der Reise einer DSB-Delegation vom 6. bis 9. Mai 1984 nach Israel)
- 1986: Herbert Reindell, Arzt (Verleihung beim Bundestag des DSB am 2. Mai 1986 in Saarbrücken)
- 1988: Paul Jakobi, Probst (Verleihung beim DSB-Bundestag am 3. Juni 1988 in Würzburg)
- 1990: Franz Lotz, Sportwissenschaftler (Verleihung beim DSB-Bundestag am 14. Dezember 1990 in Hannover)
- 1992: Gisela Bentz, Sportwissenschaftlerin (Verleihung beim DSB-Bundestag am 27. November 1992 in Berlin)
- 1994: Hans-Dieter Krebs, Sportjournalist (Verleihung beim DSB-Bundestages am 2. Dezember 1994 in Timmendorfer Strand)
- 1996: Ilsa-Maria Sabath, Sportpädagogin (Verleihung beim Bundestag des DSB am 29. November 1996 in Leipzig)
- 1998: Klaus Bischops, Pädagoge (Verleihung beim Bundestag des DSB am 27. November 1998 in Baden-Baden)
- 2000: Klaus Strittmatter, Studienleiter (Verleihung beim Bundestag des DSB am 8. Dezember 2000 in Hannover)
- 2002: Friedrich Mevert, Publizist (Verleihung beim Bundestag des DSB am 6. Dezember 2002 in Bonn)
- 2005: Dieter von Landsberg-Velen (Verleihung bei der Ludwig-Wolker-Gedenkfeier anlässlich seines 50. Todestages am 26. Mai 2005 in Münster)
- 2006: Wolfgang Huber, Vorsitzender des Rates der Evangelischen Kirche in Deutschland (Verleihung beim Bundestag des DSB im Dezember 2006 in Weimar)